# Rivière Plainasse
La rivière Plainasse coule dans la région administrative du Bas-Saint-Laurent, au Québec, au Canada, en traversant successivement les municipalités régionales de comté de :
- MRC de Rivière-du-Loup : municipalités de Saint-François-Xavier-de-Viger et Saint-Paul-de-la-Croix ;
- MRC Basques : municipalité de Saint-Éloi.

La rivière Plainasse est un affluent de la rive ouest de la rivière des Trois Pistoles laquelle coule vers le nord jusqu'au littoral sud-est du fleuve Saint-Laurent où elle se déverse dans la municipalité de Notre-Dame-des-Neiges, dans la municipalité régionale de comté (MRC) des Basques

## Géographie
La rivière Plainasse prend sa source à l'embouchure d'un petit lac en zone de marais (longueur : 0,4 km ; altitude : 307 m), situé dans la municipalité de Saint-François-Xavier-de-Viger, au cœur des monts Notre-Dame. Ce lac est situé à 22,8 km au sud-est du littoral sud-est de l'estuaire du Saint-Laurent, à 4,0 km au sud-est du centre du village de Saint-François-Xavier-de-Viger et à 10,4 km à l'est du centre du village de Saint-Hubert-de-Rivière-du-Loup.
À partir du lac de tête, la rivière Plainasse coule sur 24,4 km à travers le massif des Appalaches, répartis selon les segments suivants :
- 2,8 km vers le nord-est dans Saint-François-Xavier-de-Viger, jusqu'à la limite de Saint-Paul-de-la-Croix ;
- 7,5 km vers le nord-est, jusqu'à la route de l'Église Sud, qu'elle coupe à 1,9 km au sud-est du centre du village de Saint-Paul-de-la-Croix ;
- 4,4 km vers le nord-est, jusqu'à la route du 3e rang Est ;
- 3,2 km vers le nord-est, jusqu'au chemin du Rang A ;
- 1,7 km vers le nord-est, jusqu'à la limite de Saint-Éloi ;
- 2,1 km, jusqu'à la route Métayer ;
- 2,7 km vers le nord-est, jusqu'à sa confluence.

La rivière Plainasse se déverse sur la rive ouest de la rivière des Trois-Pistoles à 0,8 km en aval du lieu-dit La Grosse Roche et à 2,0 km en amont de la confluence de la rivière de la Sauvagesse.

## Toponymie
Le toponyme « rivière Plainasse » a été officialisé le 5 décembre 1968 à la Commission de toponymie du Québec.